# Markreserv
En markreserv är ett område med mark som är inlöst av en kommun för att kunna ha till framtida exploatering av tätorter, industri, fritidsaktivitetsområde eller liknande. En markreserv är oftast inte detaljplanerad, och man kan oftast fortsätta använda marken till det som den är mest lämpad för (oftast jord- eller skogsbruk) tills en detaljplan har antagits. Brukaren blir då arrendator enligt jordabalken. Enligt lag ska varje kommun inneha en viss storlek på sin markreserv, för att kunna korta ledtiderna från behov till färdig exploatering.
När området är färdigexploaterat kan äganderätten antingen överföras till privat fastighetsägare eller kvarstå i kommunens ägo.